# سباستین کالجا
سباستین کالجا (انگلیسی: Sebastián Calleja؛ زادهٔ ۲ فوریهٔ ۱۹۷۹) بازیکن فوتبال اهل آرژانتین است.